# Ottone III di Brandeburgo
Ottone III di Brandeburgo, detto il Pio (1215 – Brandeburgo sulla Havel, 9 ottobre 1267), è stato un sovrano tedesco.
Fu dal 1233 coreggente della Marca di Brandeburgo insieme al fratello Giovanni. Dal 1266 fino alla morte fu il solo margravio della marca. 
Il periodo di governo dei due margravi ascanidi fu contrassegnato da un'ampia espansione verso est, che incluse l'ultima parte del Teltow e del Barnim, l'Uckermark, la Signoria di Stargard, la Terra di Lebus e la prima parte a est dell'Oder nel Neumark.
L'importanza e la posizione politica interna della Marca di Brandeburgo nel Sacro Romano Impero potevano considerarsi così forti, come in proposito nacque tra le altre l'espressione, che Ottone fosse candidato nel 1256 a insediarsi sul trono imperiale. Inoltre essi fondarono diverse città e si resero specialmente meritevoli dello sviluppo di entrambe le città-base di Cölln e Berlino. Il borgo ascanide di Spandau fu da essi elevato a loro residenza preferita.
Ancor prima della loro dipartita essi suddivisero, con pragmatica disposizione ereditaria, la Marca in due parti, una "ottoniana" e una "giovannea". 
Essi fondarono nel 1258 con il nome di Mariensee il convento cistercense di Chorin, poiché il convento di Lehnin rimase il tradizionale luogo di sepoltura della linea ottoniana. Dopo l'estinzione degli ottoniani nel 1317, tutte le terre passarono nuovamente sotto il margravio Waldemaro.

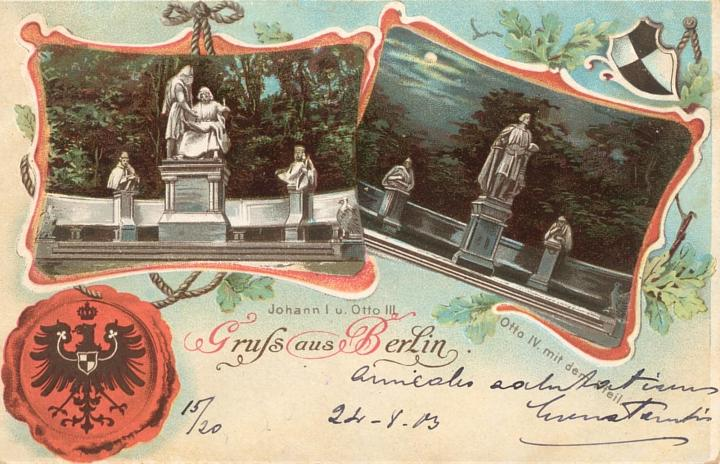
Francobollo del 1903: viale della Vittoria a Berlino con due monumenti: a sinistra il gruppo con la doppia riproduzione dei margravi Giovanni I e Ottone III; la figura accanto a sinistra mostra il prevosto Cölln, la figura a destra Marsilio di Berlino. Pittore: Max Baumbach (Rechte Gruppe: Margravio Ottone IV).

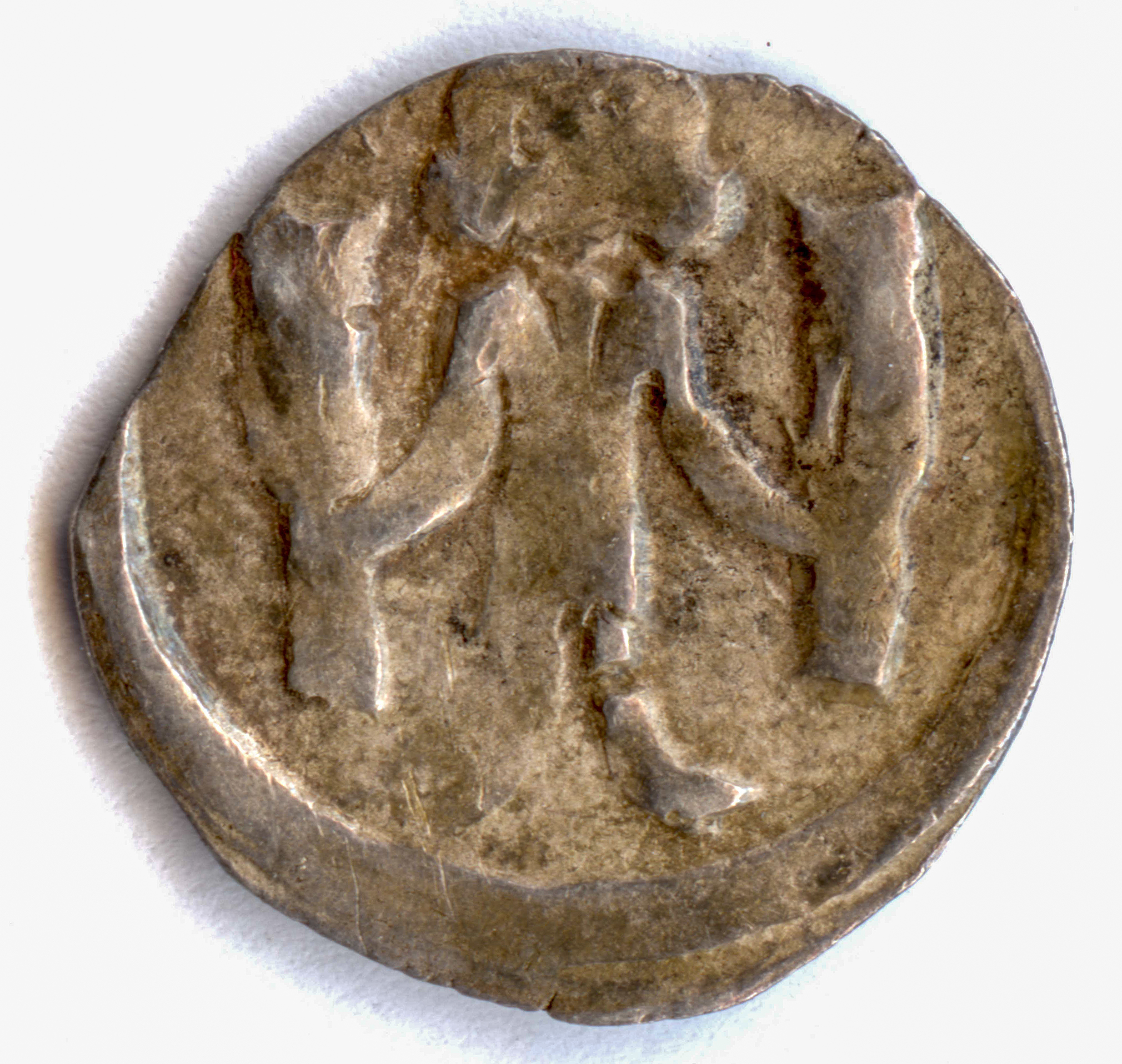
Moneta d'argento del principe elettore Giovanni I e Ottone III del 1250 circa, è rappresentato un principe elettore con due alberelli.

## Biografia

### Periodo di tutela
Ottone era il figlio più giovane di Alberto II di Brandeburgo della dinastia degli Ascanidi, e di Matilde di Lausitz, figlia del margravio di Lusazia Corrado II di Groitzsch, di un ramo collaterale della Casata di Wettin. Poiché sia Ottone sia il fratello maggiore Giovanni al momento del decesso del padre nel 1220 erano minorenni, l'imperatore Federico II di Svevia, cui spettava la tutela, la affidò all'arcivescovo di Magdeburgo Alberto I di Käfernburg; la tutela fu esercitata dal conte Enrico I Anhalt, da Alberto I di Sassonia e dal cugino Alberto II. Come nipoti del duca Bernardo di Sassonia erano entrambi i parenti più prossimi per parte di padre, dei quali Enrico aveva il diritto di maggiore anzianità.

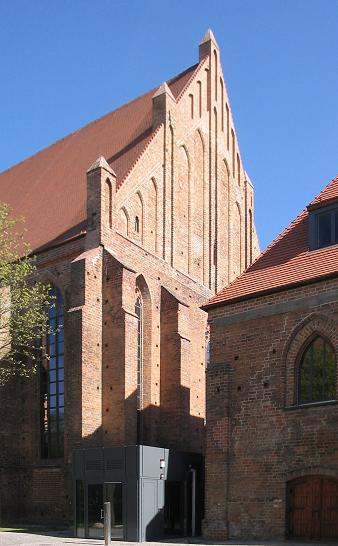
Area della residenza originale dei due margravi e luogo di decesso di Ottone III: il futuron Convento di San Paolo a Brandeburgo sulla Havel.

Nel 1221 la madre, contessa Matilde, acquistò dall'arcivescovo di Magdeburgo la tutela per 1900 marchi magdeburghesi d'argento e la esercitò infine insieme a Enrico I. Quando l'arcivescovo di Magdeburgo subito dopo viaggiò in Italia dall'imperatore Federico II, il duca di Sassonia Alberto cercò di approfittare della situazione, il che portò a una rottura con il fratello Enrico I.
Il cognato di Matilde, conte Enrico V del Palatinato, cercò di immischiarsi nella conquista della Sassonia. Federico II impedì una faida convincendo i principi fratelli a mantenere la pace.
Probabilmente, dalla morte della madre, avvenuta nel 1225, i fratelli esercitarono insieme la signoria sulla Marca di Brandeburgo; essi avevano a quel tempo presumibilmente l'età di 12 anni (Giovanni I) e 10 (Ottone III).
Nel 1231 essi devono aver ottenuto a Neustadt il cavalierato - "quest'anno è considerato l'inizio ufficiale del loro governo".

### Politica interna
Dopo la morte del conte Enrico V del Palatinato, avvenuta nel 1227, i fratelli ne sostennero il nipote, il loro cognato Ottone I di Brunswick-Lüneburg, che poteva difendersi dalle pretese degli Hohenstaufen e di alcuni funzionari ministeriali solo con le armi.
Nel 1229 si giunse a una faida con l'ex titolare della tutela, l'arcivescovo Alberto. Come il loro ex antagonista e difensore, essi comparvero nel 1235 presso l'Impero a Magonza, dove fu annunciata la Pace di Magonza.
Dopo il conflitto sul regno Corrado IV ed Enrico Raspe riconobbero entrambi re nel 1251 il margravio Guglielmo II d'Olanda; nel 1257 esercitarono per la prima volta il diritto di elettorato con la scelta di Alfonso X di Castiglia. Nel 1256 Ottone III era uno die pretendenti al trono. Vero è che egli non fu re, tuttavia il valore del significato della politica interna ne esprimeva la candidatura, che aveva ottenuto con la marca fondata nel 1157 da Alberto I di Brandeburgo sotto il regno del fratello. Appena la marca fu considerata nei primi anni come principato a sé, egli ottenne finalmente negli anni 1230-1240 l’ufficio di tesoriere dell'impero. La partecipazione dei margravi alla scelta dei capi dell'impero fu dalla metà del XIII secolo irrinunciabile.

### Consolidamento dei territori
Insieme con il fratello, Ottone ampliò il territorio del margraviato ed eresse località e fortezze come Spandau, Cölln, Berlino, Francoforte sull'Oder e Prenzlau come città principali.

#### Guerra di Teltow e trattato di Landin

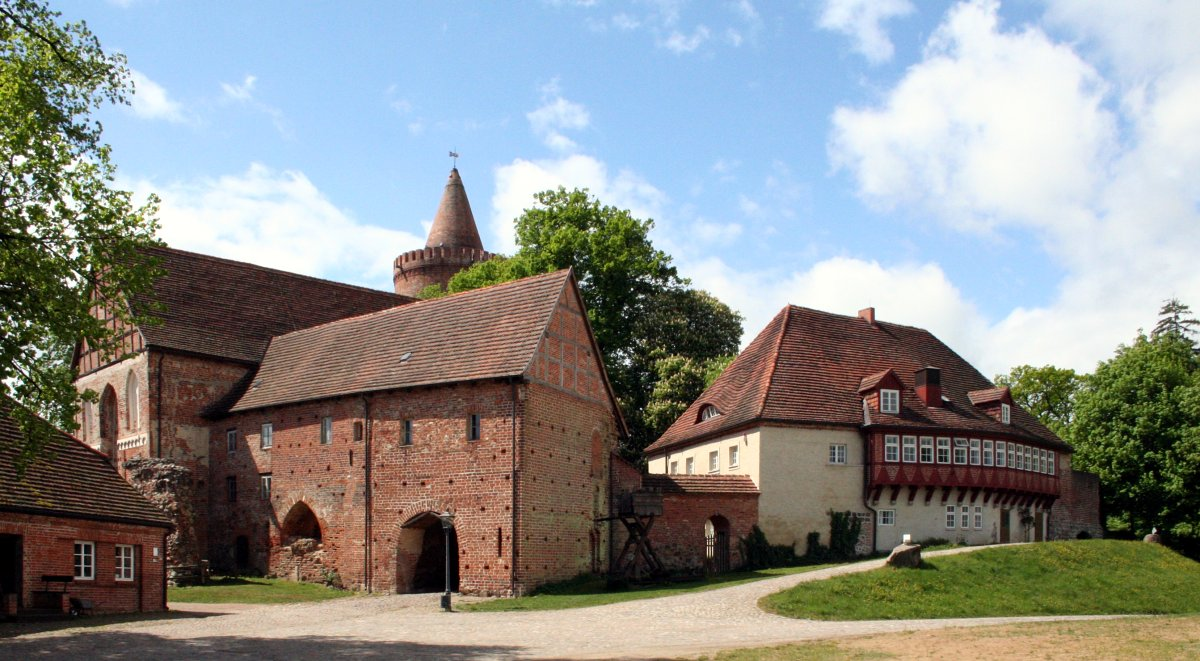
Difesa del Nord: fortezza di Stargard, fondata nel 1236

Le ultime parti del Barnim e l'Uckermark meridionale fino alla Welse entrarono a far parte tra il 1230 e il 1245 della Marca di Brandeburgo. Il 20 giugno 1236 entrambi i margravi acquisirono, con il trattato di Kremmen, la Signoria di Stargard insieme a Beseritz e Wustrow dal duca Vartislao III di Pomerania. Ancora nello stesso 1236 iniziarono la costruzione della Rocca di Stargard per garantire la sicurezza delle loro terre a nord.
Benché situata vicino a Berlino-Cölln e oggi quartiere di Berlino, l'ex capoluogo degli Sprevani, la roccaforte slava di Köpenick, alla confluenza della Sprea e della Dahme, solo nel 1245, dopo un conflitto durato sette anni intorno a Barnim e al Teltow contro i Meißner della Casata di Wettin passò sotto la signoria ascanide. 
Dopo questa guerra di Teltow anche la fortezza dei Wettin di Mittenwalde divenne possesso dei margravi, il cui dominio di conseguenza si estese ulteriormente verso nord. Nel 1249 gli ascanidi entrarono in possesso di parti della Terra di Lebus. 

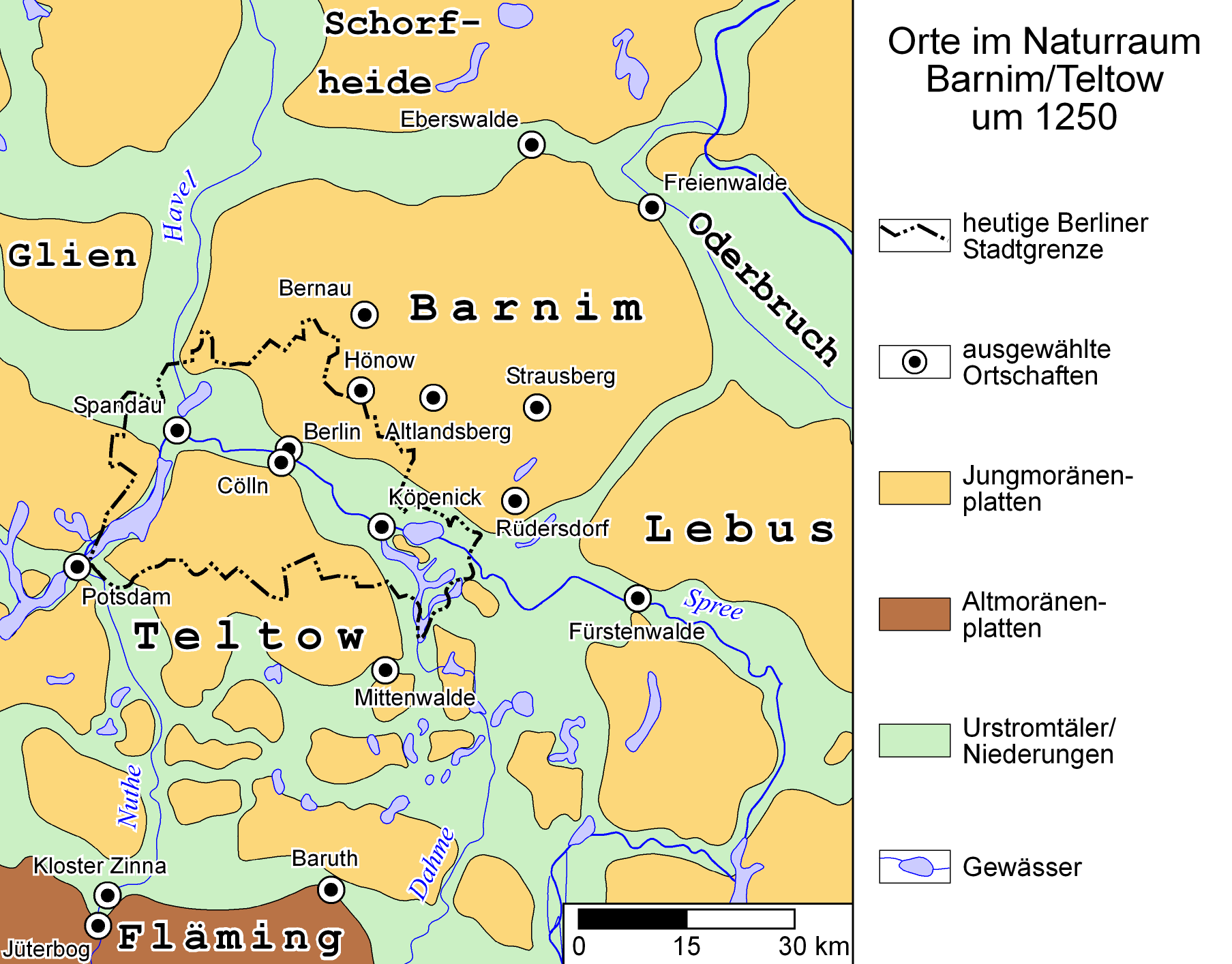
Località sul territorio di Teltow e Barnim verso il 1250

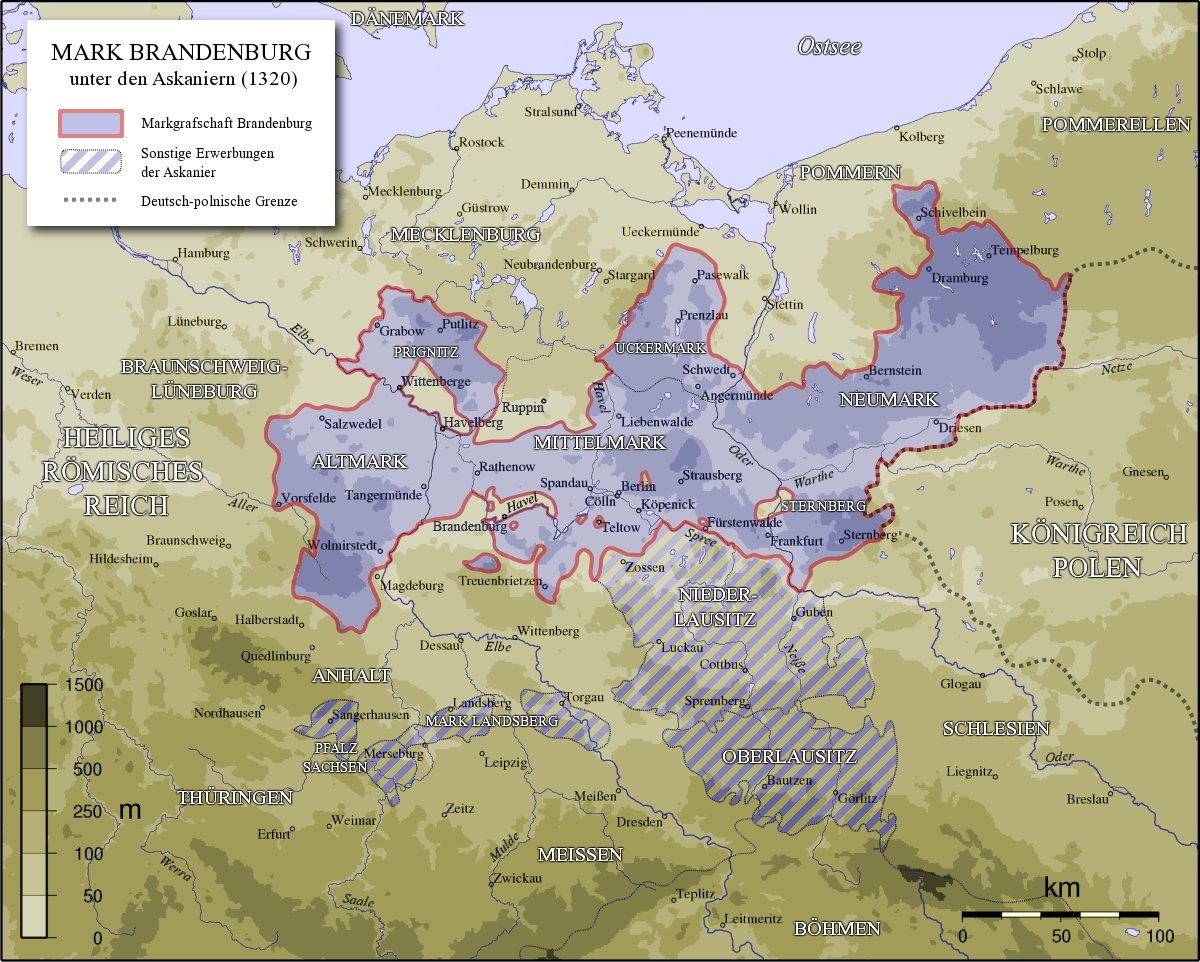
La Marca di Brandeburgo degli ascanidi verso il 1320

Quando nel 1250 i duchi di Pomerania, con il trattato di Landin aveva ceduto l'Uckermark settentrionale (Terra uckra) fino alla Welse, Randow e Löcknitz in cambio di metà del territorio di Wolgast agli Ascanidi, Ottone III e Giovanni ottennero finalmente la base per la colonizzazione della Terra trans Oderam. Con questo scambio venne a loro favore la "politica dei matrimoni", perciò la prima moglie di Giovanni, Sofia, figlia del re di Danimarca,  Valdemaro II ebbe nel 1230 metà Wolgast come bene dotale pel matrimonio."Il trattato di Landin", dal 1250 segnò la data di nascita dell'Uckermark.

#### Neumark e la politica di stabilizzazione
Con l'acquisto di terre i fratelli oltrepassarono l'Oder ed estesero la loro zona di dominio verso Est fino al fiume Drawa e verso Nord fino al fiume Parsęta. Nel 1257 Giovanni fondò a circa 80 chilometri a nord-est di Francoforte sull'Oder la città di Gorzów Wielkopolski (ted. Landsberg an der Warthe) sul fiume Warta come baluardo la vicina fortezza di frontiera polacca di Santok. Nel 1261 i margravi acquistarono dall'Ordine dei Templari la città di Myślibórz (ted. Soldin), che si sviluppò come centro di potere del Neumark.
Per la stabilizzazione dei nuovi territori i Margravi tornarono al collaudato mezzo ascanide della fondazione di monasteri e insediamenti. Già verso il 1230 essi avevano appoggiato la fondazione del convento Paradies da parte del conte polacco Nicolaus Bronisius, nei pressi di Międzyrzecz (ted. Meseritz), quale affiliato di Lehnin. Il collegamento con il conte polacco rafforzava il confine con la Pomerania e preparava la conquista di queste ricche parti del Neumark. Come colono giunse nella nuova marca, ad esempio, la successiva nobile stirpe dei Sydow. A ovest dell'attuale  Voivodato polacco della Pomerania Occidentale si infeudò la dinastia von Jagow, con la cittadina di Cedynia (ted. Zehden).
L'espansione territoriale e la pressione degli Ascanidi verso il Baltico, il corso centrale dell'Oder e l'Uckermark fu riassunto da Stefan Warnatsch come segue: 
(Stefan Warnatsch: Geschichte des Klosters Lehnin …, p. 26)
Secondo Lutz Partenheimer:
(Lutz Partenheimer)
Tuttavia Giovanni I e Ottone III non riuscirono a realizzare lo strategico, importante collegamento al Mar Baltico, che essi volevano attuare aggirando la Pomerania lungo il fiume Oder e raggiungere poi attraverso il Neumark.

### Sviluppo dell'area di Berlino
Lo sviluppo dell'area di Berlino è strettamente collegata alla politica dei due margravi. Mentre le due fondazioni delle città su cui è stata creata l'attuale Berlino (Cölln e Berlin) sono, secondo recenti analisi relativamente tardive (1175/1200), gli attuali quartieri di Berlino, Spandau e Köpenick, risalgono ai tempi degli Slavi e avevano una grande importanza politica e strategica come le località mercantili di Berlin e Cölln.  I confini tra la Marca e la tribù slava degli Sprevani correvano per un lungo tratto attraverso l'attuale Berlino. Spandau era collegato alla Marca come avamposto orientale degli Evelli sotto Enrico Pribislavo già verso il 1130, mentre Köpenick vi si aggiunse solo nel 1245.

#### Residenza di Spandau

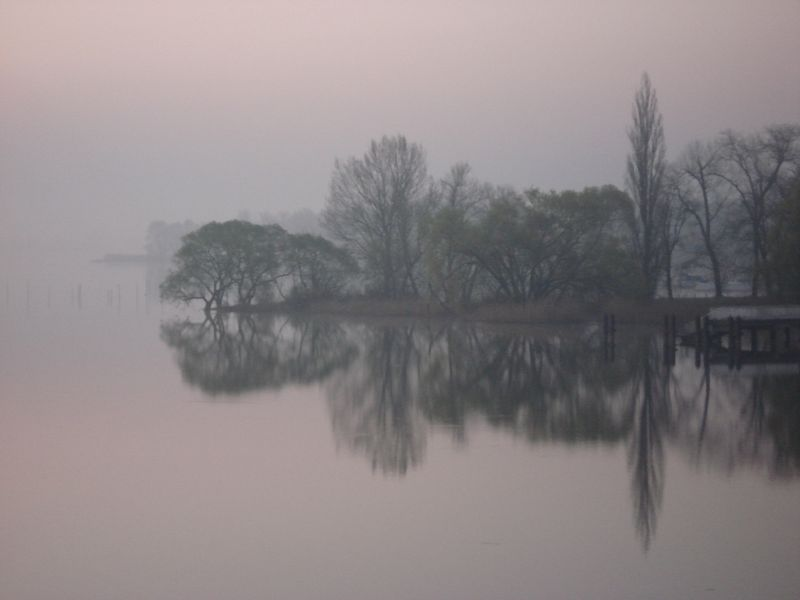
Lago Plauer See, teatro della battaglia perduta del 1229

Dopo una battaglia presso il lago Plauer nei pressi del convento di San Paolo a Brandenburg an der Havel, loro residenza, che nel 1229 avevano perso contro le truppe dell'arcivescovo di Magdeburgo, i margravi dovettero fuggire nella loro roccaforte di Spandau poiché i Brandeburghesi si rifiutarono di aprire le porte della città ai Magdeburghesi direttamente inseguiti.
In seguito i fratelli fecero di Spandau – vicino a Tangermünde, nell'Altmark – la loro residenza preferita. Così tra il 1232 e il 1266 sono attestati diciassette soggiorni a Spandau, più di ogni altra località.
Molto probabilmente Alberto l'Orso aveva già ancora prima o poco dopo la sua vittoria contro Jaxa (verosimilmente Jaxa de Copnic) nel 1157 fece erigere la postazione sull'isola il Gord come fortificazione del confine verso oriente.
Verso la fine del secolo gli Ascanidi spostarono, probabilmente a causa della risalita del livello della falda freatica, la loro fortezza circa un chilometro a nord, nella zona dell'attuale Cittadella di Spandau.
Ottone III e il fratello ampliarono l'installazione e promossero la civitas (Diritto di cittadinanza al più tardi nel 1232) con molte misure, tra le altre attraverso la fondazione del convento femminile benedettino di Santa Maria nel 1239. La Nonnendammallee, una delle più antiche vie di Berlino e, come Nonnendamm, già nel XIII secolo parte di una via commerciale, ricorda il convento.

#### Ampliamento di Cöllns e di Berlino

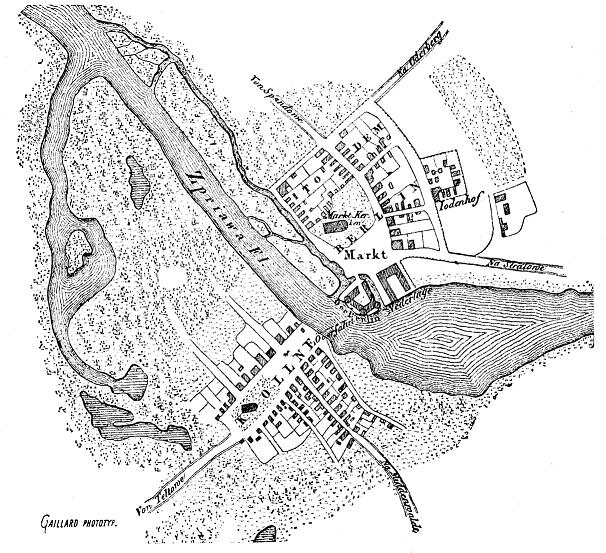
Berlino e Cölln verso il 1230

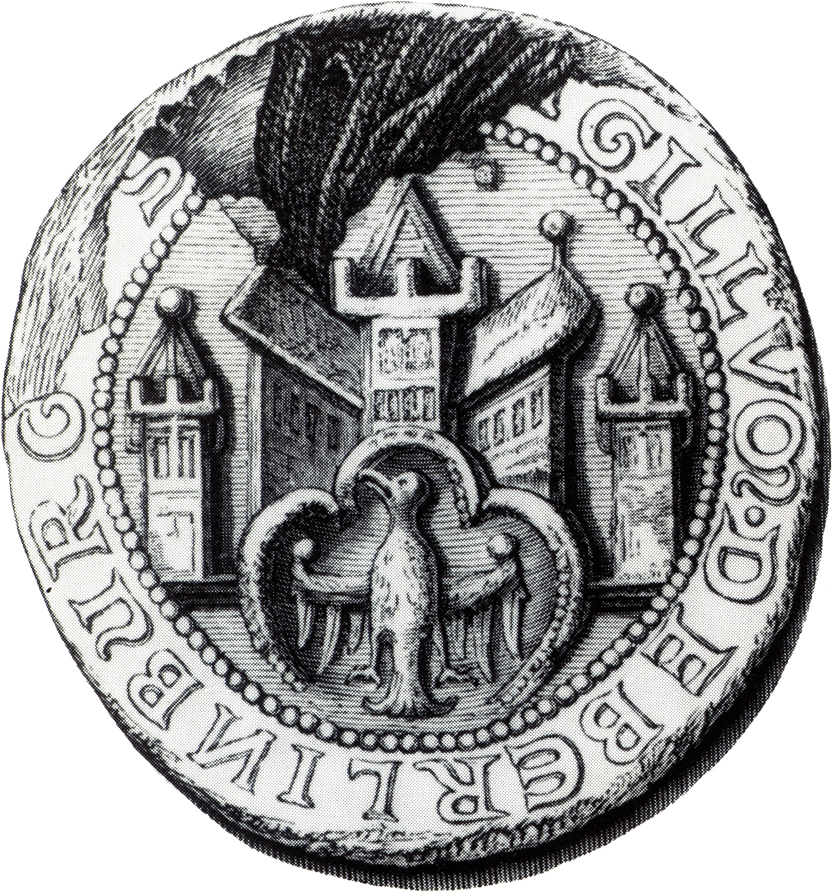
L'antico sigillo di Berlino del 1253 con l'aquila ascanide

Per le zone limitrofe e le località divise dalla Sprea di Berlino e Cölln non emerge dallo stato attuale delle ricerche in confronto a discordanti rappresentazioni "neanche il minimo indizio di un insediamento cittadino slavo". Solo nel periodo transitorio slavo-tedesco il guado berlinese attraverso la Berliner Urstromtal acquisì importanza, quando Ottone III e Giovanni I, che fino nella zona di Berlino colonizzarono le piane di Teltow e Barnim insieme agli Slavi dei dintorni e a tedeschi migranti, vi si insediarono.
Secondo Adriaan von Müller l'importanza strategica di Cölln e Berlino si fondava sulla possibilità di costituire e garantire un polo opposto al nodo commerciale dei Wettini di Köpenick, con una propria strada verso nord ed est. L'ampio guado sui due o persino tre bracci del fiume poteva presumibilmente essere difeso al meglio con due località vicine fortificate. I margravi rafforzarono la nordoccidentale Teltow, sostenuta dai Cavalieri Templari, tramite località come Marienfelde, cui successivamente seguì una catena con gli attuali quartieri berlinesi di Mariendorf, Neukölln e Tempelhof. Dopo la "guerra di Teltow" del 1245 Köpenick era divenuta ascanide e la sua importanza riprese, mentre Berlino e Cölln assunsero una crescente centralità nel traffico commerciale.
Secondo Winfried Schich è ampiamente accertato che:
(Winfried Schich)
Nella prima fase degli insediamenti furono invece preferite prima le zone più basse, con i loro terreni più "leggeri".
Secondo la Chronica Marchionum Brandenburgensium dell'anno 1280, Ottone III e Giovanni II avrebbero edificato (exstruxerunt) Berlino e altre località. Poiché nel 1225 avevano iniziato la loro funzione di margravi, il periodo "verso il 1230" è considerato quello della fondazione di Berlino (dal punto di vista del diritto di cittadinanza). Recenti ricerche archeologiche potrebbero per le tracce d'insediamento di entrambe le parti centrali berlinesi provare probabili sedi mercatali già dall'inizio del XII secolo. Dopo lo scavo di 90 tombe nella parte più antica di Berlino, la chiesa di San Nicola con fondamenta risalenti agli anni 1220/30, vi sono datazioni anche all'ultimo quarto del XII secolo. I due margravi potrebbero così non più essere considerati come i padri fondatori di Berlino, ma hanno comunque preso parte decisiva alla costruzione della città, privilegiandola, al più tardi verso il 1240.
A questi oltre al tramandarsi dei "Diritti brandeburghesi" (tra gli altri: franchigie doganali, libero esercizio di commercio e artigianato, diritto successorio delle terre) è da evidenziare soprattutto il "Diritto di tappa" a favore delle due città, che contribuì decisamente a che Berlin-Cölln potessero prevalere economicamente rispetto alle città di Spandau e Köpenick. In proposito contarono le misure come l'intitolazione di Mirica, della Cöllnischen Heide, con tutti i diritti di sfruttamento ai cittadini di Cölln grazie a Ottone III.
I legami dei margravi con Berlino si espressero non per ultimo nella scelta del loro padre confessore Hermann von Langele. Hermann fu il primo noto membro del convento francescano di Berlino e compare come testimone in un atto del 1257 del margravio di Spandau.

### La morte di Ottone

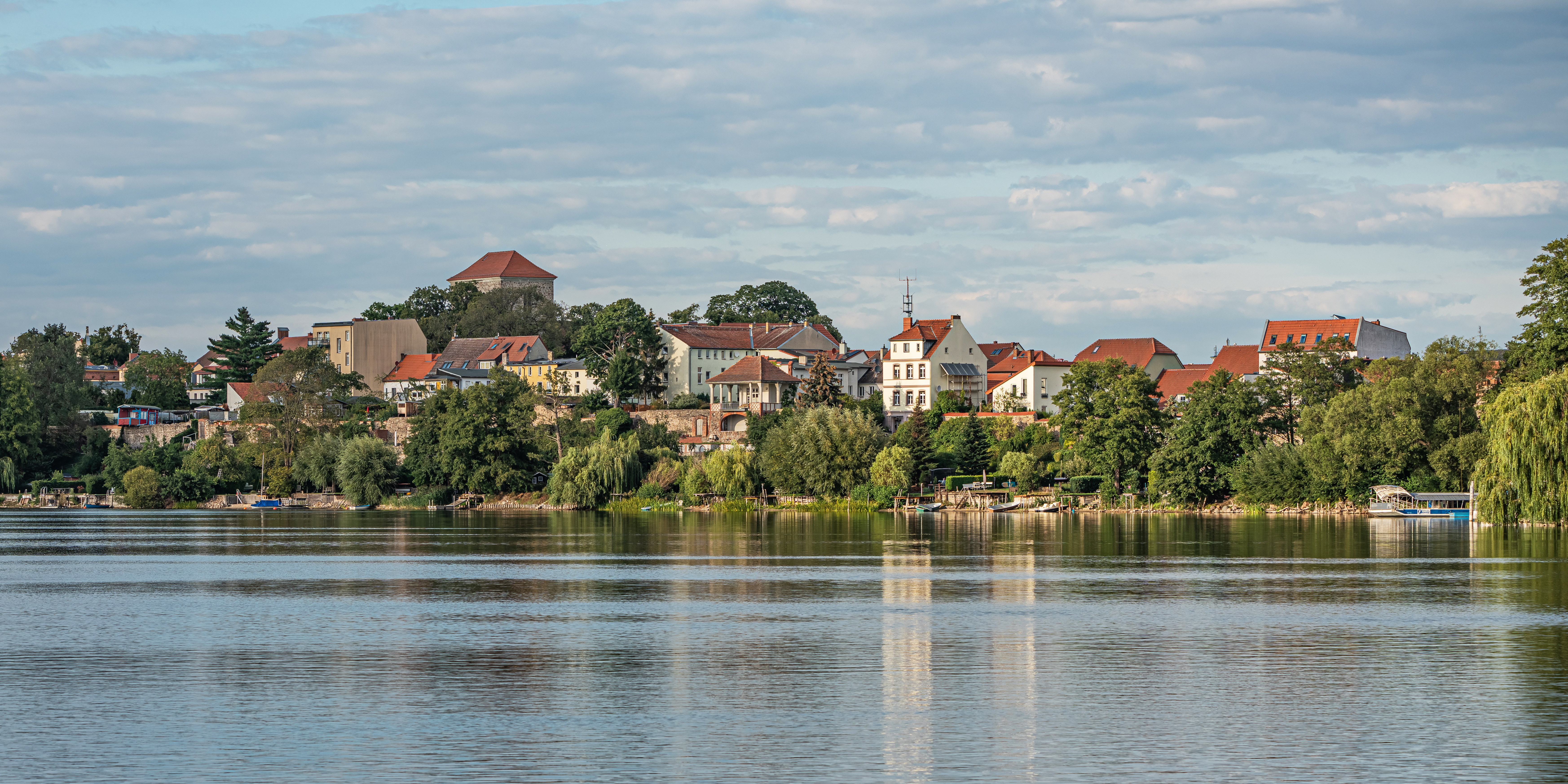
Luogo di sepoltura di Ottone III: Strausberg con lo Straussee.

Il 9 ottobre 1267 Ottone III morì nella sua residenza del Brandeburgo.
Benché il luogo di tradizionale inumazione degli Ascanidi fosse il convento di Lehnin, egli volle essere inumato nella chiesa del convento domenicano di Strausberg, da lui fatto costruire nel 1252, a causa della sua predilezione per l'Ordine dei Frati Predicatori. Gli Ascanidi avevano trascurato a lungo Lehnin, vicino al quale verosimilmente non risiedevano, fin dai tempi dell'interregno della madre, per quanto concerne donazioni e sussidi.
Lo storico Otto Tschirch così si esprime in merito al decesso di Ottone III:
(Otto Tschirch: Geschichte …, Vol 1, p. 50)

### Matrimonio e discendenza

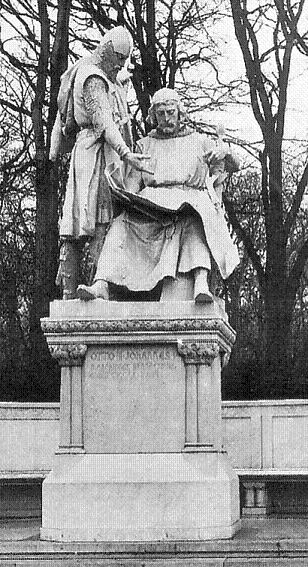
Ottone I e Giovanni III., detto die Städtegründer (I fondatore della città), nella Siegesallee

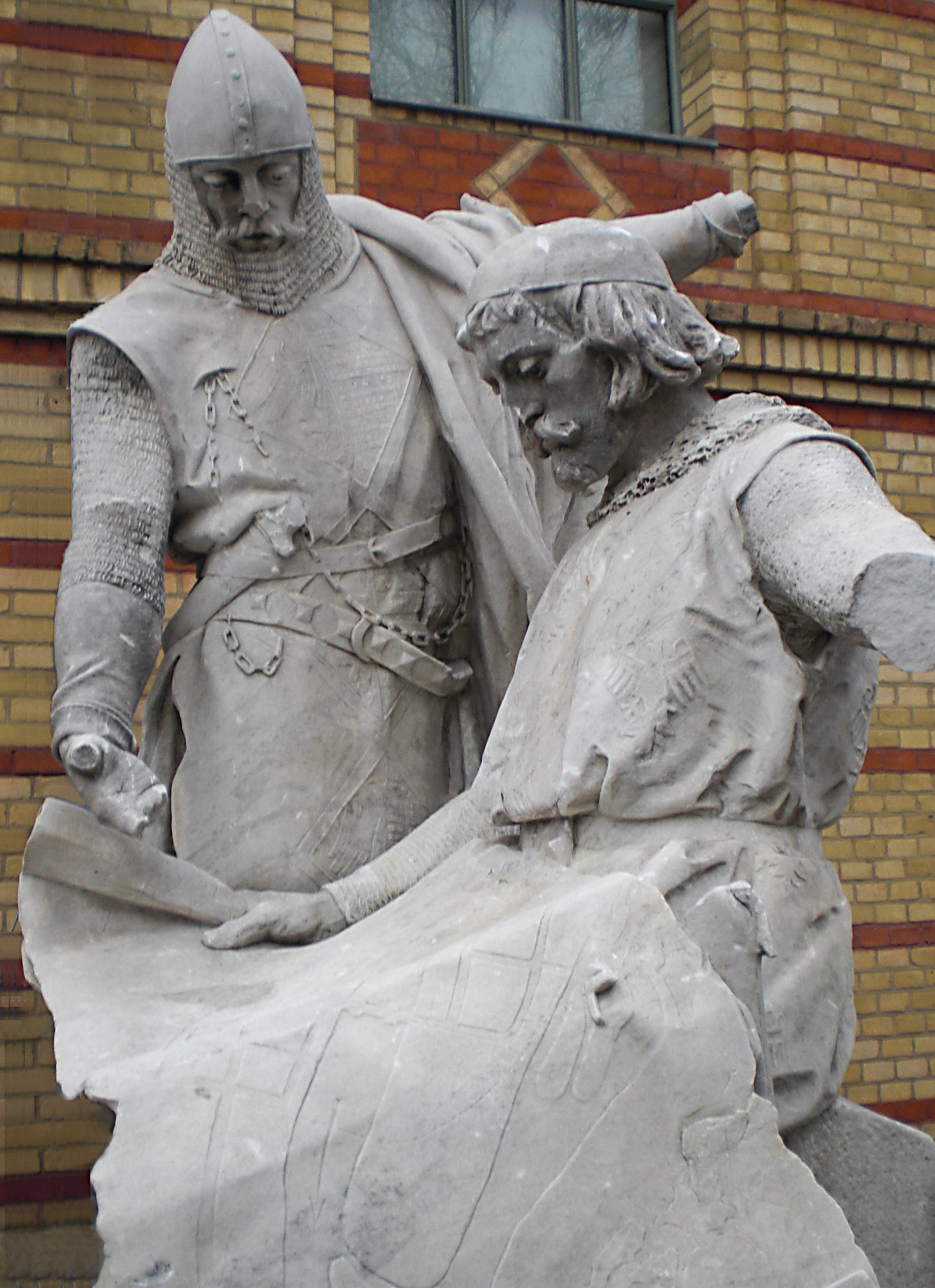
Il "Fondatore della città", rappresentato simbolicamente con la pianta della città di Berlino, oggi Zitadelle Spandau

Ottone sposò nel 1243 Beatrice (Božena), figlia del re Venceslao I di Boemia. A seguito del matrimonio la zona Bautzen/Alta Lusazia passò al Brandeburgo.
Ottone e Beatrice ebbero:
- Giovanni III, (1244–1268);
- Ottone V il Lungo (ca. 1246–1298)[16];
- Alberto III (ca. 1250–1300);
- Ottone VI il Piccolo (ca. 1255–1303);
- Cunegonda (?–verso il 1292);
  1. ⚭ 1264–1269 il duca Béla di Slavonia
  2. ⚭ 1273 duca Valerano IV di Limburgo, (?–1280)
- Matilde (?–1316) ⚭ 1266 (o prima metà del 1267) il duca Barnim I di Pomerania (verso il 1218–1278).

## Ascendenza
|                            |                     |                          | Genitori                   |  |  | Nonni |  |  | Bisnonni                 |  |  | Trisnonni             |  |
|                            |                     |                          |                            |  |  |       |  |  | Alberto I di Brandeburgo |  |  | Ottone di Ballenstedt |  |
|                            |                     |                          |                            |  |  |       |  |  | Alberto I di Brandeburgo |  |  | Ottone di Ballenstedt |  |
|                            |                     | Eilika di Sassonia       |                            |  |  |       |  |  | Alberto I di Brandeburgo |  |  |                       |  |
| Ottone I di Brandeburgo    |                     |                          |                            |  |  |       |  |  | Alberto I di Brandeburgo |  |  |                       |  |
|                            |                     | Sofia di Winzenburg      | Ermanno I di Winzenburg    |  |  |       |  |  |                          |  |  |                       |  |
|                            |                     | Sofia di Winzenburg      | Ermanno I di Winzenburg    |  |  |       |  |  |                          |  |  |                       |  |
|                            |                     | Sofia di Winzenburg      | …                          |  |  |       |  |  |                          |  |  |                       |  |
| Alberto II di Brandeburgo  |                     | Sofia di Winzenburg      |                            |  |  |       |  |  |                          |  |  |                       |  |
|                            |                     | Boleslao III di Polonia  | Ladislao Herman di Polonia |  |  |       |  |  |                          |  |  |                       |  |
|                            |                     | Boleslao III di Polonia  | Ladislao Herman di Polonia |  |  |       |  |  |                          |  |  |                       |  |
|                            |                     | Boleslao III di Polonia  | Giuditta di Boemia         |  |  |       |  |  |                          |  |  |                       |  |
| Giuditta di Polonia        |                     | Boleslao III di Polonia  |                            |  |  |       |  |  |                          |  |  |                       |  |
|                            |                     | Salomea di Berg          | Enrico di Berg             |  |  |       |  |  |                          |  |  |                       |  |
|                            |                     | Salomea di Berg          | Enrico di Berg             |  |  |       |  |  |                          |  |  |                       |  |
|                            |                     | Salomea di Berg          | Adelaide di Mochental      |  |  |       |  |  |                          |  |  |                       |  |
| Ottone III del Brandeburgo |                     | Salomea di Berg          |                            |  |  |       |  |  |                          |  |  |                       |  |
|                            | Dedi III di Lusazia | Corrado di Meißen        |                            |  |  |       |  |  |                          |  |  |                       |  |
|                            | Dedi III di Lusazia | Corrado di Meißen        |                            |  |  |       |  |  |                          |  |  |                       |  |
|                            | Dedi III di Lusazia | Luitgarda di Ravenstein  |                            |  |  |       |  |  |                          |  |  |                       |  |
| Corrado II di Lusazia      | Dedi III di Lusazia |                          |                            |  |  |       |  |  |                          |  |  |                       |  |
|                            |                     | Matilde di Heinsberg     | …                          |  |  |       |  |  |                          |  |  |                       |  |
|                            |                     | Matilde di Heinsberg     | …                          |  |  |       |  |  |                          |  |  |                       |  |
|                            |                     | Matilde di Heinsberg     | …                          |  |  |       |  |  |                          |  |  |                       |  |
| Matilda di Lusazia         |                     | Matilde di Heinsberg     |                            |  |  |       |  |  |                          |  |  |                       |  |
|                            |                     | Miecislao III di Polonia | Boleslao III di Polonia    |  |  |       |  |  |                          |  |  |                       |  |
|                            |                     | Miecislao III di Polonia | Boleslao III di Polonia    |  |  |       |  |  |                          |  |  |                       |  |
|                            |                     | Miecislao III di Polonia | Salomea di Berg            |  |  |       |  |  |                          |  |  |                       |  |
| Elzbieta di Polonia        |                     | Miecislao III di Polonia |                            |  |  |       |  |  |                          |  |  |                       |  |
|                            |                     | …                        | …                          |  |  |       |  |  |                          |  |  |                       |  |
|                            |                     | …                        | …                          |  |  |       |  |  |                          |  |  |                       |  |
|                            |                     | …                        | …                          |  |  |       |  |  |                          |  |  |                       |  |
|                            |                     | …                        |                            |  |  |       |  |  |                          |  |  |                       |  |